# Bachmann Jakab
Bachmann Jakab (Kisinyov, 1846 – Budapest, 1905) zsidó kántor.
Oroszország és Románia legkeresettebb kántorai közé tartozott. Apósának utóda lett a konstantinápolyi főkántori állásban. Odesszából került a budapesti Rumbach utcai zsinagógába. Zeneirodalmi hagyatéka rendkívül értékes. A legnépszerűbb és legtiszteltebb magyar kántorok egyike volt és a zsidó vallási zene fejlesztése körül komoly érdemeket szerzett.